# 大東 (名護市)
大東（おおひがし）は、沖縄県名護市にある町名。郵便番号905-0016。

## 地理
東江・城・大中・名護（大東も含めかつてはこの地名だったが、現在はほんの一部にとどまっている）と隣接する。大東一丁目は本島北部の商業の中心である名護市繁華街が県道沿いに並んでおり、名護警察署もかつてはメインストリートだった当時の国道58号（現在は沖縄県道71号名護宜野座線）沿いにあった。県道から奥に入ると住宅に混じってホテルが3軒ほど建っている。大東二丁目はおおむね住宅地だがアパートやマンションが多い。大東三丁目は
大東二丁目と同じほとんどが住宅地でアパートやマンションが多く、銀行の社員寮をはじめ、社宅アパートも目立つ。近くに名護城址をはじめ名護中央公園があるが、同公園の住所は名護市字名護である。大東四丁目はほぼすべてが住宅地で一軒家が多い。名護岳の麓にあるため崖が見える。奥にあるため住民以外ほとんどここまでは入らない。

## 歴史
かつて沖縄本島北部の中心だった名護町大兼久の東に位置していたことから、大西・大南・大北と同様、大兼久の頭文字の「大」と東を取って名付けられた。その後隣接する東江や城区、そして港区とあわせて名護市字名護の一行政区だったが、1996年に行われた住居表示で正式な町名となり、大東一丁目 - 大東四丁目がつけられた。

## 交通

### 道路
- 沖縄県道71号名護宜野座線
- 沖縄県道84号名護本部線

### 路線バス
名護バスターミナルを発着するすべての路線バスが当地域内を通っている。
- 20番・名護西線（琉球バス交通・沖縄バス共同運行）
- 22番・名護うるま線（沖縄バス）
- 65番・本部半島（渡久地廻り）線（琉球バス交通・沖縄バス共同運行）
- 66番・本部半島（今帰仁廻り）線（琉球バス交通・沖縄バス共同運行）
- 67番・辺土名線（琉球バス交通・沖縄バス共同運行）
- 70番・備瀬線（琉球バス交通・沖縄バス共同運行）
- 72番・屋我地線（琉球バス交通・沖縄バス共同運行）
- 76番・瀬底線（琉球バス交通・沖縄バス共同運行）
- 77番・名護東（辺野古経由）線（沖縄バス）
- 78番・名護東部線（琉球バス交通・沖縄バス共同運行）
- 120番・名護西空港線（琉球バス交通・沖縄バス共同運行）

なお地内のバス停は名護十字路と県立北部病院前の2つだけだが、名護十字路バス停は県道71号沿いと県道84号沿いの2ヶ所あるため路線によって乗降り場所が違うため注意が必要。

## 施設

### 大東一丁目
- 名護市観光協会
- ホテルおおさか
- 名護ビジネスホテル
- ホテル山田荘

### 大東二丁目
- 名護市立東江中学校
- NTT西日本名護ビル

### かつてあった施設
- 名護警察署 - 1980年代に東江5丁目に移転。跡地に大東交番が設置された。
- 名護出雲殿 - 2019年に閉館。